# Campionat de Zúric 1997
L'edició del 1997 fou la 82a del Campionat de Zuric, anomenat aquest any Gran Premi de Suïssa. La cursa es disputà el 24 d'agost de 1997, entre Basilea i Zúric i amb un recorregut de 237 quilòmetres. El vencedor final fou l'italià Davide Rebellin, que s'imposà per davant de Jan Ullrich i Rolf Sørensen.
Va ser la vuitena cursa de la Copa del Món de ciclisme de 1997.

## Classificació final
|    | Ciclista                   | Equip                 | Temps      |
| -- | -------------------------- | --------------------- | ---------- |
| 1  | Davide Rebellin (ITA)      | La Française des Jeux | 6h 18' 55" |
| 2  | Jan Ullrich (GER)          | Team Deutsche Telekom | m. t.      |
| 3  | Rolf Sørensen (DEN)        | Rabobank              | m. t.      |
| 4  | Stéphane Heulot (FRA)      | La Française des Jeux | m. t.      |
| 5  | Richard Virenque (FRA)     | Festina-Lotus         | m. t.      |
| 6  | Michele Bartoli (ITA)}     | MG Maglificio         | m. t.      |
| 7  | Maarten den Bakker (NED)   | TVM-Farm Frites       | m. t.      |
| 8  | Alberto Elli (ITA)         | Casino                | +11"       |
| 9  | Yvon Ledanois (FRA)        | Gan                   | m. t.      |
| 10 | Oleksandr Gontxenkov (RUS) | Roslotto-ZG Mobili    | m. t.      |